# Campionato mondiale femminile di pallavolo 1974
Il campionato mondiale femminile di pallavolo 1974 si è svolto dal 12 ottobre al 27 ottobre 1974 a Città del Messico, Guadalajara, Monterrey, Puebla de Zaragoza, Tijuana e Toluca, in Messico: al torneo hanno partecipato ventitré squadre nazionali e la vittoria finale è andata per la terza volta al Giappone.

## Squadre partecipanti
| - Bahamas - Brasile - Bulgaria - Canada - Cecoslovacchia - Cina - Corea del Sud - Cuba | - Rep. Dominicana - Francia - Germania Est - Germania Ovest - Giappone - Messico - Paesi Bassi - Perù | - Filippine - Polonia - Porto Rico - Romania - Stati Uniti - Ungheria - Unione Sovietica |

## Gironi
| Girone A                                                  | Girone B                            | Girone C                             | Girone D             | Girone E                           | Girone F                                     |
| --------------------------------------------------------- | ----------------------------------- | ------------------------------------ | -------------------- | ---------------------------------- | -------------------------------------------- |
| Rep. Dominicana Germania Est Paesi Bassi Unione Sovietica | Bahamas Francia Messico Stati Uniti | Cina Germania Ovest Giappone Polonia | Cuba Perù Porto Rico | Brasile Filippine Romania Ungheria | Canada Cecoslovacchia Corea del Sud Bulgaria |

## Classifica finale
| Classifica | Squadre          | Qualificazioni             |
| ---------- | ---------------- | -------------------------- |
|            | Giappone         | Giochi della XXI Olimpiade |
|            | Unione Sovietica |                            |
|            | Corea del Sud    |                            |
| 4          | Germania Est     |                            |
| 5          | Romania          |                            |
| 6          | Ungheria         |                            |
| 7          | Cuba             |                            |
| 8          | Perù             |                            |
| 9          | Polonia          |                            |
| 10         | Messico          |                            |
| 11         | Canada           |                            |
| 12         | Stati Uniti      |                            |
| 13         | Bulgaria         |                            |
| 14         | Cina             |                            |
| 15         | Brasile          |                            |
| 16         | Paesi Bassi      |                            |
| 17         | Cecoslovacchia   |                            |
| 18         | Filippine        |                            |
| 19         | Germania Ovest   |                            |
| 20         | Francia          |                            |
| 21         | Rep. Dominicana  |                            |
| 22         | Porto Rico       |                            |
| 23         | Bahamas          |                            |